# Kanton Triel-sur-Seine
Der Kanton Triel-sur-Seine war von 1967 bis 2015 ein französischer Wahlkreis im Arrondissement Saint-Germain-en-Laye im Département Yvelines in der Region Île-de-France; sein Hauptort war Triel-sur-Seine.

## Gemeinden
Der Kanton umfasste drei Gemeinden:
| Gemeinde           | Einwohner Jahr | Fläche km² | Bevölkerungsdichte | Postleitzahl | Code INSEE |
| ------------------ | -------------- | ---------- | ------------------ | ------------ | ---------- |
| Triel-sur-Seine    | 11572 (2013)   | –          | – Einw./km²        | 78510        | 78624      |
| Verneuil-sur-Seine | 15050 (2013)   | –          | – Einw./km²        | 78480        | 78642      |
| Vernouillet        | 9698 (2013)    | –          | – Einw./km²        | 78540        | 78643      |

## Bevölkerungsentwicklung
| 1968   | 1975   | 1982   | 1990   | 1999   | 2006   |
| ------ | ------ | ------ | ------ | ------ | ------ |
| 18.912 | 23.100 | 25.609 | 30.790 | 35.120 | 36.481 |